# Diplectrus assimilis
Diplectrus assimilis es una especie de coleóptero de la familia Oedemeridae.

## Distribución geográfica
Habita en Birmania.